# Le Theil-de-Bretagne
Le Theil-de-Bretagne (tiếng Breton: An Tilh) là một xã của tỉnh Ille-et-Vilaine, thuộc vùng Bretagne, miền tây bắc nước Pháp.

## Dân số
Người dân ở Le Theil-de-Bretagne được gọi là Theillais.
| Năm | 1962 | 1968 | 1975 | 1982 | 1990 | 1999 |
| --- | ---- | ---- | ---- | ---- | ---- | ---- |
| Dân số | 1014 | 1016 | 1089 | 1133 | 1123 | 1130 |
| From the year 1962 on: No double counting—residents of multiple communes (e.g. students and military personnel) are counted only once. |      |      |      |      |      |      |